# 令狐彰
令狐彰（?—?），字伯陽。京兆富平（今陝西富平）人。祖輩自敦煌内徙中原。令狐温之子。
早年事安禄山，唐军收复长安、洛阳，令狐彰撤至河朔，后转投靠史思明，署官滑、博二州刺史，守滑台。令狐彰暗中與唐军滑州监军杨万定联络，投奔唐军。唐肅宗時，拜滑亳魏博節度使，令狐彰服從中央，“时藩镇率皆跋扈，独彰贡赋未尝阙”。河朔三鎮平定後，封上柱國、霍國公，檢校尚書右僕射。齊映是他的女婿。

## 延伸阅读
[在维基数据编辑]
 在维基文库阅读此作者作品
 《舊唐書·卷124》，出自刘昫《舊唐書》
 《新唐書·卷148》，出自《新唐書》